# Finn Halvorsen
Finn Halvorsen (* 21. Februar 1947 in Våler, Hedmark) ist ein ehemaliger norwegischer Skispringer.

## Werdegang
Halvorsen, der für den Verein Våler IL startete, gab sein internationales Debüt bei der Vierschanzentournee 1974/75. Dabei gelang ihm bereits beim Auftaktspringen auf der Schattenbergschanze in Oberstdorf mit Platz vier sein bestes Einzelresultat der Karriere. Er konnte dies zu keiner Zeit mehr wiederholen. In Garmisch-Partenkirchen belegte er Rang 33, bevor er in Innsbruck und Bischofshofen die Plätze 28 und 18 erreichte. In der Tournee-Gesamtwertung erreichte er damit am Ende den 16. Platz. Bei der folgenden Vierschanzentournee 1975/76 konnte er keine der Leistungen wiederholen. Bestes Ergebnis war Rang 23 in Bischofshofen. Die Tournee beendete er auf Platz 28 der Gesamtwertung.
Bei den Olympischen Winterspielen 1976 in Innsbruck startete der mittlerweile 28-Jährige in beiden Einzelspringen und erreichte von der Normalschanze Rang 37 und von der Großschanze Rang 35.

## Erfolge

### Vierschanzentournee-Platzierungen
| Saison  | Platz | Punkte |
| ------- | ----- | ------ |
| 1974/75 | 16.   | 802,7  |
| 1975/76 | 28.   | 754,1  |